# Žan Celar
Žan Celar (ur. 14 marca 1999 w Kranju) – słoweński piłkarz występujący na pozycji napastnika w szwajcarskim klubie FC Lugano oraz w reprezentacji Słowenii. Wychowanek NK Maribor, w trakcie swojej kariery grał także w takich zespołach, jak AS Roma, AS Cittadella oraz US Cremonese.